# 바츨라프 이라체크
바츨라프 이라체크(체코어: Václav Jiráček, 1978년 9월 28일~)는 체코의 배우이다. 프라하에서 태어났다.

## 영화
- 리디체 (2011년)
- 마마 앤 파파 (2010년)
- 자노식 (2009년)
- 잃어버린 시간(체코어판) (2009년)
- 가드 47번 (2008년)
- 다크 스피리츠 (2008년) - 루카스 네멕 역
- 리스타트 (2005년)